# حجل صدئي
حجل صدئي (الاسم العلمي: Caloperdix oculeus)، نوع من الطيور من فصيلة التدرجية. هو نوع أحادي الطراز من جنس حجل جميل (Caloperdix). يوجد في إندونيسيا وماليزيا وميانمار وتايلاند.